# Трезини, Доменико
Доме́нико Андре́а Джова́нни Трези́ни (итал. Domenico Andrea Giovanni Trezzini, Андре́й Яки́мович Трези́н, Андре́й Петро́вич Тре́зини; около 1670, Астано, близ Лугано, Тичино, кантон итальянской Швейцарии — 19 февраля (2 марта) 1734, Санкт-Петербург) — архитектор и инженер, итальянец, родившийся в Тессинском кантоне итальянской Швейцарии. С 1703 года работал в России, стал первым архитектором Санкт-Петербурга. Внёс значительный вклад в исторический процесс приобщения русской архитектуры к западноевропейским традициям и является одним из главных представителей архитектурного стиля «петровского барокко».

## Биография
Как установил, по сохранившимся автографам, исследователь творчества архитектора Ю. М. Овсянников, Трезини писал своё имя не на итальянский лад (Доменико), а Доминико, вероятно, чтобы подчеркнуть своё швейцарское происхождение. 
В Астано действует дом-музей семьи Трезини. Тессинцы славились во многих странах Европы как умелые каменотёсы, строители и инженеры. Из этой небольшой области вышли многие известные мастера: Ф. Борромини, Д. Мерлини, Дж. Фонтана, работавшие в России Д. Висконти, Дж. Ф. Росси, Дж. Фраскини, семьи мастеров Лукини, Руска, Солари, Адамини, Бруни, Бернардацци, Жилярди и многие другие.
Трезини учился строительному делу в Италии, в 1699 году переехал на работу в Копенгаген, столицу Дании. Там он подписал контракт на работу в России.
21 августа 1703 г. вместе с большой артелью тессинцев морем прибыл в Архангельск, затем в Москву, а в феврале следующего года — в Санкт-Петербург, став первым архитектором новой столицы. Трезини вёл практически все каменные постройки Санкт-Петербурга (одновременно до 30 — 40 построек), чертил планы и фасады, остальное делали его помощники. 
Трезини заложил основы европейской школы в петербургской архитектуре, хотя формально был не художником, а инженером-фортификатором. В 1726 г. в качестве высшей награды за службу он получил чин полковника от фортификации, красный мундир и шпагу.
Повлиял на многих последующих архитекторов, в том числе у него учился Михаил Земцов, с 1710 года приставленный по приказу Петра I помощником к Трезини.
По проектам Трезини заложены Кронштадт (1704) и Александро-Невская лавра (1710—1716), в 1706 году начата перестройка Петропавловской крепости в камне, выполнена часть регулярной планировки Васильевского острова (1715), выстроены Летний дворец Петра I в Летнем саду (1710—1711), Петровские ворота Петропавловской крепости (деревянные — 1708, каменные — 1714—1717) и Петропавловский собор (1712—1733) в Петропавловской крепости, здание Двенадцати коллегий (1722—1734) — теперь главное здание Петербургского университета, расширение Зимнего дворца Петра I (1716—1727), Галерная гавань и большое количество ныне не сохранившихся зданий, среди них Гостиный двор на Васильевском острове.
Будучи главным архитектором Санкт-Петербурга, Трезини составил по указанию Петра I «образцовые» (типовые) проекты городских жилых домов и пригородных дач (1717—1721). Постройки Трезини характерны для зодчества петровского барокко. Их отличает регулярность планов, скромность декоративного убранства, сочетание красивых ордерных элементов с барочными деталями.
- Образцовый проект дома для подлых
- Образцовый проект дома для зажиточных
- Образцовый проект дома для именитых

Приехал в Россию один, оставив свою первую жену Джованне ди Вейтис в Астано. Вторично женился в 1708 году, а от третьего брака с Марией Карлоттой у него были сыновья Иосиф, Иоаким, Георгий, Матфей и дочь Катарина. Трезини жил сначала в Греческой слободе (в районе набережной Мойки и Миллионной улицы), где был избран старостой. Затем в 1720-х поселился в собственном доме на Васильевском острове, на современной Университетской набережной (д. № 21, сохранился в перестроенном виде). Похоронен на кладбище при церкви Сампсония (ныне Сампсониевский собор), могила не сохранилась.

## Память
- В честь Д. Трезини назван астероид (19994) Трезини, открытый астрономами Людмилой Карачкиной и Галиной Кастель в Крымской астрофизической обсерватории 13 октября 1990 года[7].
- В 1995 году на месте не сохранившегося Сампсониевского кладбища в Санкт-Петербурге, где был похоронен архитектор, был открыт памятник «Первостроителям Санкт-Петербурга», посвящённый его авторами архитектором В. Б. Бухаевым и скульптором М. М. Шемякиным, в частности, Доменико Трезини.
- В Санкт-Петербурге Доменико Трезини установлен памятник[8] и в его честь названа площадь.
- Снят фильм студией «Натакам» в 2011 году «Трезини. Родом из Тичино».
- В 2018 году учрежден ежегодный архитектурно-дизайнерский конкурс «Золотой Трезини». Международное экспертное сообщество нового типа, которое объединяет профессионалов в сфере архитектуры, дизайна, реставрации и музейного дела, представителей деловых кругов, СМИ, органов власти, академической среды, а также деятелей искусства. Цель конкурса — выявление архитектурных, дизайнерских и реставрационных проектов, художественная ценность которых позволяет причислить их к произведениям искусства.

## Работы
- 1704 год Форт Кроншлот у южного побережья острова Котлин.
- 1705 год Ремонт крепости в Нарве.
- 1706—1740 годы. Перестройка в кирпиче Петропавловской крепости.
- 1722—1734 годы. Здание Двенадцати коллегий (общий проект).
- 1715 год. Проект комплекса Александро-Невской лавры был разработан в 1715 году. Лавра должна была стать комплексом каменных строений, которые составят симметричный ансамбль между Невой и Чёрной речкой[9].
- 1721 год. Аничков мост: перестроен для увеличения пропускной способности переправы. Новый проект — деревянный восемнадцатипролётный мост, в середине разводной пролёт. Строительство вёл голландский мастер Х. ван Болос[10].
- 1712—1733 годы. Петропавловский собор: Возведён на месте одноимённой деревянной церкви (1703—1704). До 1859 года — кафедральный. Трёхъярусная колокольня высотой 122,5 метра, увенчанная золочёным шпилем с фигурой летящего ангела, является высотной доминантой и символом города. Шпиль колокольни водружён голландским мастером Х. ван Болосом[11].
- 1721—1726 годы. Дом Трезини: Проектирование осуществлял сам Трезини, строительством занимался М. Земцов.
- 1726—1727 годы. Расширение Зимнего дворца Петра I для Екатерины I.
- 1731 год. Перестройка Меншиковского дворца.
- Возможно, участвовал в строительстве достопримечательности юга Подмосковья, Храма Зна́мения Пресвятой Богоро́дицы в Дубровицах, построенного Б. А. Голицыным.

## Родственники-однофамильцы
Племянник и зять первого архитектора Санкт-Петербурга — Джузеппе (Осип Петрович) Трезини, также выходец из Астано, был архитектором российской столицы.
 Пьетро Антонио Трезини  — петербургский архитектор, ещё один уроженец Тессинского кантона, приходился дальним родственником Доменико Трезини — жена сына Доминико, Пьетро, приходилась Пьетро Антонио двоюродной сестрой.